# Indigofera parkesii
Indigofera parkesii är en ärtväxtart som beskrevs av William Grant Craib. Indigofera parkesii ingår i släktet indigosläktet, och familjen ärtväxter.

## Underarter
Arten delas in i följande underarter:
- I. p. parkesii
- I. p. polyphylla